# Doug Jones (színművész)
Doug Jones (Indianapolis, Indiana, 1960. május 24. –) amerikai színész. 
Gumiemberként szokatlan mozdulatok kivitelezésére képes, ezért sokszor alakít (erős sminket viselve és/vagy speciális effekteket felhasználva) nem emberi szerepeket, például fantasyfilmekben. Rendszeresen együtt dolgozik Guillermo del Toro rendezővel: Abe Sapient játszotta a Hellboy-filmekben, de szerepelt a rendező A faun labirintusa (2005), Bíborhegy (2015) és A víz érintése (2017) című műveiben is.

## Filmográfia

### Film
| Év   | Magyar cím                              | Eredeti cím                                        | Szerep                                                 | Magyar hang       |
| ---- | --------------------------------------- | -------------------------------------------------- | ------------------------------------------------------ | ----------------- |
| 1987 |                                         | The Newlydeads                                     | Tim                                                    |                   |
| 1990 |                                         | Night Angel                                        | Ken                                                    |                   |
| 1991 | Érzéki bűnök                            | Carnal Crimes                                      | Lang                                                   |                   |
| 1992 | Batman visszatér                        | Batman Returns                                     | vékony bohóc                                           |                   |
| 1993 | Hókusz pókusz                           | Hocus Pocus                                        | William "Billy" Butcherson                             | Varga Tamás       |
| 1993 | Nindzsa kölyök                          | Magic Kid                                          | bohóc az irodában                                      | Imre István       |
| 1997 | Mimic – A júdás faj                     | Mimic                                              | Long John                                              |                   |
| 1997 | A tao harcosai                          | Warriors of Virtue                                 | Yee (Doug Parker hangján)                              |                   |
| 1998 | A város kissé bogaras                   | Bug Buster                                         | bogáranya                                              |                   |
| 1998 | Szex a lelke mindennek                  | Denial                                             | szellem                                                |                   |
| 1999 | Mystery Men – Különleges hősök          | Mystery Men                                        | Ceruzafejű                                             | Katona Zoltán     |
| 1999 | Sivatagi cápák                          | Three Kings                                        | halott iraki katona                                    |                   |
| 2000 |                                         | Stalled                                            | Len                                                    |                   |
| 2000 | Rocky és Bakacsin kalandjai             | The Adventures of Rocky and Bullwinkle             | FBI-ügynök                                             |                   |
| 2000 |                                         | Jack Frost 2: Revenge of the Mutant Killer Snowman | Dave                                                   |                   |
| 2001 | Talpig majom                            | Monkeybone                                         | Yeti                                                   |                   |
| 2002 | Adaptáció                               | Adaptation                                         | Augustus Margary                                       |                   |
| 2002 | Men in Black – Sötét zsaruk 2.          | Men in Black II                                    | Joey                                                   |                   |
| 2002 | Az időgép                               | The Time Machine                                   | Spy Morlock                                            |                   |
| 2003 | Túl közeli rokon                        | Stuck on You                                       | földönkívüli                                           |                   |
| 2004 | Pokolfajzat                             | Hellboy                                            | Abe Sapien (David Hyde Pierce hangján)                 | Karácsonyi Zoltán |
| 2005 |                                         | The Cabinet of Dr. Caligari                        | Cesare                                                 |                   |
| 2005 | Doom                                    | Doom                                               | Imp                                                    |                   |
| 2006 | Lúzer SC                                | The Benchwarmers                                   | Robot (hangja)                                         |                   |
| 2006 | Lány a vízben                           | Lady in the Water                                  | szörny                                                 |                   |
| 2006 | A faun labirintusa                      | Pan's Labyrinth                                    | Faun / Sápadt ember (Pablo Adán hangján)               |                   |
| 2006 |                                         | Hellboy: Sword of Storms                           | Abe Sapien (hangja)                                    |                   |
| 2007 |                                         | Hellboy: Blood and Iron                            | Abe Sapien (hangja)                                    |                   |
| 2007 | A Fantasztikus Négyes és az Ezüst Utazó | Fantastic Four: Rise of the Silver Surfer          | Norrin Radd / Ezüst Utazó (Laurence Fishburne hangján) |                   |
| 2008 | Karantén                                | Quarantine                                         | vékony fertőzött férfi                                 |                   |
| 2008 | Hellboy II. – Az aranyhadsereg          | Hellboy II: The Golden Army                        | Abe Sapien / Kék                                       | Seder Gábor       |
| 2008 | Hellboy II. – Az aranyhadsereg          | Hellboy II: The Golden Army                        | A kincstárnok                                          | Holl Nándor       |
| 2008 | Hellboy II. – Az aranyhadsereg          | Hellboy II: The Golden Army                        | Angel of Death                                         |                   |
| 2009 | Szeleburdi szuperhősök                  | Super Capers                                       | Smith különleges ügynök                                |                   |
| 2009 | A halál angyala                         | Angel of Death                                     | Dr. Rankin                                             |                   |
| 2010 | Gainsbourg – Egy hősies élet            | Gainsbourg: A Heroic Life                          | La Gueule                                              |                   |
| 2010 | Légió                                   | Legion                                             | fagyis                                                 |                   |
| 2010 |                                         | Quantum Quest: A Cassini Space Odyssey             | Zero / Razer (hangja)                                  |                   |
| 2010 | Alagút                                  | Absentia                                           | Walter Lambert                                         |                   |
| 2012 | Kertvárosi kommandó                     | The Watch                                          | földönkívüli                                           | nem szólal meg    |
| 2012 | John a végén padlót fog                 | John Dies at the End                               | Robert North                                           |                   |
| 2013 | A romboló                               | Raze                                               | Joseph                                                 |                   |
| 2013 | Kegyetlen végrendelet                   | Cruel Will                                         | Adrian                                                 |                   |
| 2014 |                                         | Love in the Time of Monsters                       | Dr. Lincoln                                            |                   |
| 2015 |                                         | Always Watching: A Marble Hornets Story            | Operátor                                               |                   |
| 2015 | Bíborhegy                               | Crimson Peak                                       | Edith anyjának szelleme / Lady Beatrice Sharpe         |                   |
| 2016 |                                         | The Midnight Man                                   | Vick                                                   |                   |
| 2016 | Ouija: A gonosz eredete                 | Ouija: Origin of Evil                              | Ghoul Marcus                                           |                   |
| 2017 | Bye Bye Man – A rettegés neve           | The Bye Bye Man                                    | Bye Bye Man                                            | nem szólal meg    |
| 2017 | A víz érintése                          | The Shape of Water                                 | kétéltű ember                                          | nem szólal meg    |
| 2019 |                                         | Beneath the Leaves                                 | James Whitley                                          |                   |
| 2022 | Hókusz pókusz 2.                        | Hocus Pocus 2                                      | William "Billy" Butcherson                             | Bordás János      |
| 2023 |                                         | Nosferatu: A Symphony of Horror                    | Orlok gróf                                             |                   |

### Televízió
- 1998: Outer Limits – Az ismeretlen dimenzió (Outer Limits)
- 1999: Buffy – A vámpírölő (Buffy the Vampire Slayer) (tévéműsor)
- 2002: CSI: A tettesek nyomán (CSI: Crime Scene Investigation) (tévéműsor)
- 2005–2008: Criminal Minds (Criminal Minds)  (tévésorozat, 2 epizód)
- 2008: Fear Itself: Bőr és csont (TV)
- 2011: Fallout: Nuka Break
- 2017–2024 Star Trek: Discovery - Saru parancsnok/ideiglenes kapitány/kapitány

## Fordítás
- Ez a szócikk részben vagy egészben  a   Doug Jones című német Wikipédia-szócikk fordításán alapul.  Az eredeti cikk szerkesztőit annak laptörténete sorolja fel. Ez a jelzés csupán a megfogalmazás eredetét és a szerzői jogokat jelzi, nem szolgál a cikkben szereplő információk forrásmegjelöléseként.